# Sarah Kirsch
Pour les articles homonymes, voir Kirsch (homonymie).
Sarah Kirsch, née Ingrid Hella Irmelinde Bernstein le 16 avril 1935 à Limlingerode et morte le 5 mai 2013 à Heide, est une poétesse allemande,,.

## Biographie
Elle passe sa jeunesse à Halberstadt où son père est ingénieur en télécommunications. Intéressée par la nature, après son Abitur, elle commence un apprentissage comme agent forestier, fonction qu'elle abandonne pour entreprendre des études de biologie de 1954 à 1958 à Halle (Saxe-Anhalt) jusqu'à l'obtention d'un diplôme de biologiste. En 1958, elle rencontre le poète Rainer Kirsch (de) qu'elle épouse en 1960.

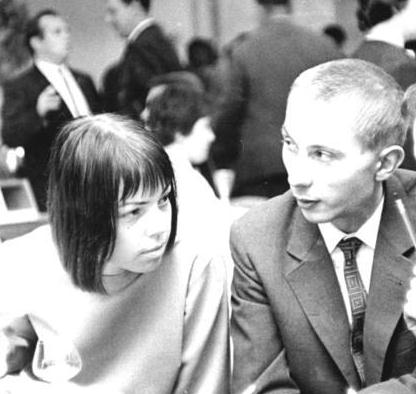
Sarah et en 1964.

En 1960, elle publie ses premiers poèmes sous le prénom de Sarah, pseudonyme qu'elle a choisi par solidarité avec les victimes de la Shoah. De 1963 à 1965, elle étudie à l'Institut allemand de littérature (de) de Leipzig, où elle est l'élève du poète Georg Maurer. En 1965, elle devient membre de l'Association des écrivains de la RDA (de). Elle et son mari sont pigistes à Halle et publient un premier recueil Gespräch mit dem Saurier en 1965 puis Landaufenthalt en 1967.
Après son divorce en 1968, Sarah Kirsch s'installe à Berlin-Est. En 1969, elle donne naissance à son fils Moritz dont Karl Mickel (de) est le père. Elle travaille comme journaliste, dans la presse et à la radio, et traductrice. En 1973, elle publie le recueil de poèmes Zaubersprüche (Formules magiques) et deux ouvrages en prose, Die Pantherfrau et Die ungeheuren bergehohen Wellen auf See. Elle devient membre du conseil d'administration de la Deutscher Schriftstellerverband. Pour avoir cosigné la lettre de protestation contre l'expulsion de Wolf Biermann en 1976, elle est exclue du Parti socialiste unifié d'Allemagne et de la Deutscher Schriftstellerverband. En août 1977, elle gagne Berlin-Ouest avec son fils.
En 1978, elle devient membre du PEN club et bénéficie d'une bourse de la Villa Massimo à Rome. En 1980, elle écrit avec Günter Grass, Thomas Brasch et Peter Schneider une lettre ouverte au chancelier Helmut Schmidt, lui reprochant l'alignement de sa politique étrangère sur celle des États-Unis. Elle quitte Berlin pour vivre avec son fils de 1981 à 1983 à Bothel, Arrondissement de Rotenburg (Wümme). Puis, de 1983 à sa mort, elle vit à Tielenhemme (arrondissement de Dithmarse, Schleswig-Holstein).
En 1992, elle refuse d'être professeur à l'Académie des arts de Berlin, qu'elle tient pour un refuge d'anciens membres du ministère de la Sécurité d'État de l'ex-RDA. En 1996, elle accepte toutefois un poste dans les universités de Francfort et de Cassel.

## Œuvres

### Édition en français
- Terre / Erdreich, poèmes traduits et présentés par Jean-Paul Barbe, éd. le Dé bleu, 1988.
- Chaleur de la neige / Schneewärme, poèmes traduits et présentés par Jean-Paul Barbe, éd. le Dé bleu, 1993.
- amour de terre / erdenliebe, anthologie de poésie, trad. Marga Wolf-Gentile, Aix en Provence, l’Atelier des livres, 2020.
- En revue : Pays de Géants, traduit de l’allemand par Marga Wolf-Gentile, Po&sie 2008/4 (N° 126), p. 42-46.
- Amour de cygnes, lignes et merveilles, trad. Marga Wolf-Gentile, Po&sie 2018/3-4 (N° 165-166), p.
- Houles immenses montagnes sur la mer, récit extrait du recueil du même nom (1973), traduction Bernard Banoun, in la mer gelée 11 (2022).
- Toutes-Fourrures. Une Chronique / Allerlei-Rauh. Chronik, trad. Calann Heurtier, « Versions françaises », Éditions Rue d'Ulm (2023)[5].

### Correspondance en allemand
- Correspondance avec Christa Wolf : Wir haben uns wirklich an allerhand gewöhnt. Der Briefwechsel, édité par Sabine Wolf et Heiner Wolf, Berlin, Suhrkamp, 2019, 438 p. Compte-rendu en français : https://allemagnest.hypotheses.org/2481

## Récompenses et distinctions
- 1973 : Prix Heinrich Heine
- 1978 : Prix Villa Massimo
- 1980 : Prix de l'État Autrichien pour la littérature européenne
- 1984 : Prix Friedrich Hölderlin
- 1996 : Prix Georg-Büchner

## Crédit d'auteurs
- (de) Cet article est partiellement ou en totalité issu de l’article de Wikipédia en allemand intitulé « Sarah Kirsch » (voir la liste des auteurs).